# Norma (Vorname)
Norma ist ein weiblicher Vorname. Die Herkunft des Namens wird teilweise als weibliches Gegenstück zu Norman gedeutet und würde dann „die Frau aus dem Norden“ bedeuten.
Bekannt wurde der Name durch Vincenzo Bellinis Oper von 1831, deren Libretto auf dem Drama Norma, ossia L'infanticidio des französischen Schriftstellers Alexandre Soumet beruht (im selben Jahre in Paris uraufgeführt).

## Bekannte Namensträgerinnen
- Norma Aamodt-Nelson (1952–2020), US-amerikanische Organistin, Komponistin und Musikpädagogin
- Norma Aleandro (* 1936), argentinische Schauspielerin
- Norma Jeane Mortenson (1926–1962, getauft Norma Jean Baker), Geburtsname von Marilyn Monroe
- Norma Cassau (* 1975), deutsche Übersetzerin
- Norma Cruz (Norma Cruz Cordoba; * 1966), guatemaltekische Frauenrechtlerin
- Norma Egstrom, Geburtsname von Peggy Lee, US-amerikanische Sängerin
- Norma Feye (* 1975), deutsche Schriftstellerin
- Norma Fox Mazer (1931–2009), US-amerikanische Autorin
- Norma González (Leichtathletin) (* 1982), kolumbianische Leichtathletin
- Norma Heidegger (* 1961), liechtensteinische Politikerin (VU)
- Norma G. Hernandez (* 1934), US-amerikanische Mathematikerin und Hochschullehrerin
- Norma Koch (1898–1979), US-amerikanische Kostümbildnerin
- Norma Procter (1928–2017), britische Opern- und Konzertsängerin
- Norma Shearer (1902–1983), US-amerikanische Schauspielerin
- Norma Smallwood (1909–1966), Miss America (1926)
- Norma Stitz, Künstlername von Anna Hawkins-Turner (US-amerikanische Pornodarstellerin)
- Norma Talmadge (1894–1957), US-amerikanische Schauspielerin
- Norma Tanega (1939–2019), US-amerikanische Folk-Sängerin, Komponistin und Texterin
- Norma Teagarden (1911–1996), US-amerikanische Jazz-Pianistin
- Norma Torres (* 1965), US-amerikanische Politikerin
- Norma Winstone (* 1941), britische Jazz-Sängerin

## Fiktionale Figuren
- Norma Rae Webster, aus dem Film Norma Rae von 1979
- Norma Desmond, aus dem Film "Boulevard der Dämmerung" von 1950